# Paul Belmondo
Paul Belmondo (Boulogne-Billancourt, Hauts-de-Seine, França, 23 d'abril del 1963) és un pilot de curses francès que va arribar a disputar curses de Fórmula 1.
És fill de l'actor Jean-Paul Belmondo.
Paul Belmondo va debutar a la primera cursa de la temporada 1992 (la 43a temporada de la història) del campionat del món de la Fórmula 1, disputant l'1 de març del 1992 el G.P. de Sud-àfrica al circuit de Kyalami.
Va participar en un total de vint-i-set curses puntuables pel campionat de la F1, disputades en dues temporades no consecutives (temporada 1992 i temporada 1994). Assolí una novena posició com millor classificació a una cursa i no obtingué cap punt pel campionat del món de pilots.

## Resultats a la Fórmula 1
| Any  | Equip              | Xassís  | Motor | 1       | 2       | 3       | 4       | 5       | 6       | 7       | 8       | 9       | 10      | 11      | 12      | 13      | 14      | 15      | 16      | Posició | Punts |
| ---- | ------------------ | ------- | ----- | ------- | ------- | ------- | ------- | ------- | ------- | ------- | ------- | ------- | ------- | ------- | ------- | ------- | ------- | ------- | ------- | ------- | ----- |
| 1992 | March F1           | March   | Ilmor | SUD NVQ | MEX NVQ | BRA NVQ | ESP 12  | SMR 13  | MON NVQ | CAN 14  | FRA NVQ | GBR NVQ | ALE 13  | HUN 9   | BEL     | ITA     | POR     | JAP     | AUS     | -       | 0     |
| 1994 | Pacific Grand Prix | Pacific | Ilmor | BRA NVQ | PAC NVQ | SMR NVQ | MON Ret | ESP Ret | CAN NVQ | FRA NVQ | GBR NVQ | ALE NVQ | HUN NVQ | BEL NVQ | ITA NVQ | POR NVQ | EUR NVQ | JAP NVQ | AUS NVQ | -       | 0     |

### Resum
| Curses: | Victòries: | Pòdiums: | Poles: | Voltes ràpides: | Punts: |
| ------- | ---------- | -------- | ------ | --------------- | ------ |
| 27 (7)  | 0          | 0        | 0      | 0               | 0      |